# ایزاک هیل
ایزاک هیل (به انگلیسی: Isaac Hill) سناتور سابق عضو حزب دموکرات ایالات متحده آمریکا بود. وی در سال ۱۸۳۱ تا ۱۸۳۶ میلادی سناتور ایالت نیوهمپشایر در سنای ایالات متحده آمریکا بود.